# Gulab jamun

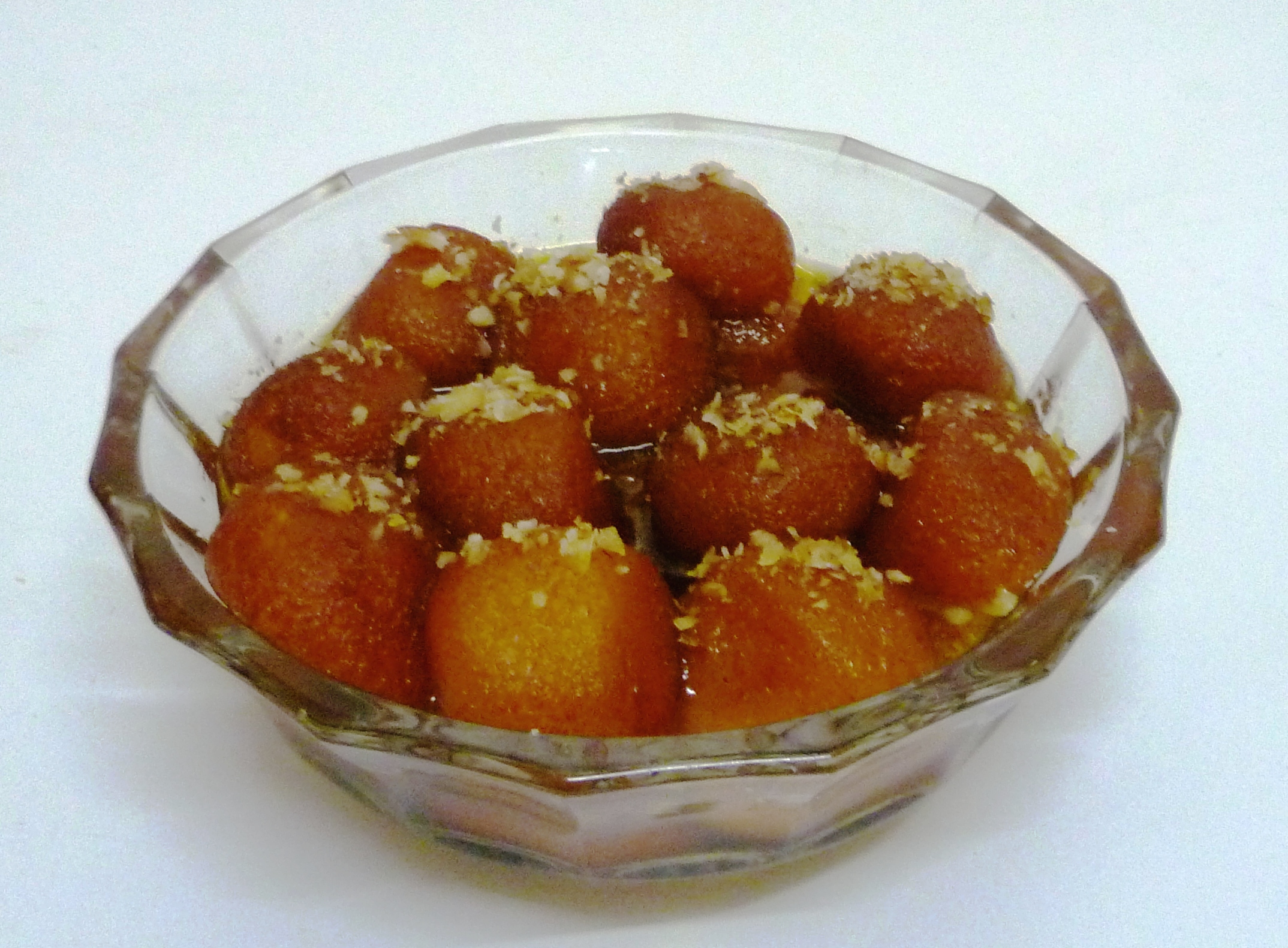

Gulab jamun – wyrób cukierniczy na bazie ciasta, popularny w krajach południowej Azji takich jak Indie, Sri Lanka, Nepal, Pakistan i Bangladesz. Jest również spotykany na Mauritiusie i w krajach regionu Karaibów: w Trynidadzie i Tobago, Gujanie, Surinamie i na Jamajce. W Nepalu znany jest jako Lal Mohan, podawany z jogurtem lub bez. Zrobiony jest głównie z masy mlecznej, tradycyjnie ze świeżego zsiadłego mleka.
W Indiach i Pakistanie masę mleczną przygotowuje się podgrzewając mleko na małym ogniu do czasu odparowania większości wody. Taka masa nosi nazwę Khoya, zagniata się ją w ciasto, czasami z odrobiną mąki, następnie formuje się małe kulki i smaży na głębokim tłuszczu w temperaturze ok. 150 °C. Kulki zamacza się następnie w lekkim syropie cukrowym przyprawionym zielonym kardamonem, wodą różaną i kewrą lub szafranem.  W dzisiejszych czasach gulab jamun jest przedmiotem handlu, również często serwowany na weselach i przyjęciach urodzinowych.

## Historia

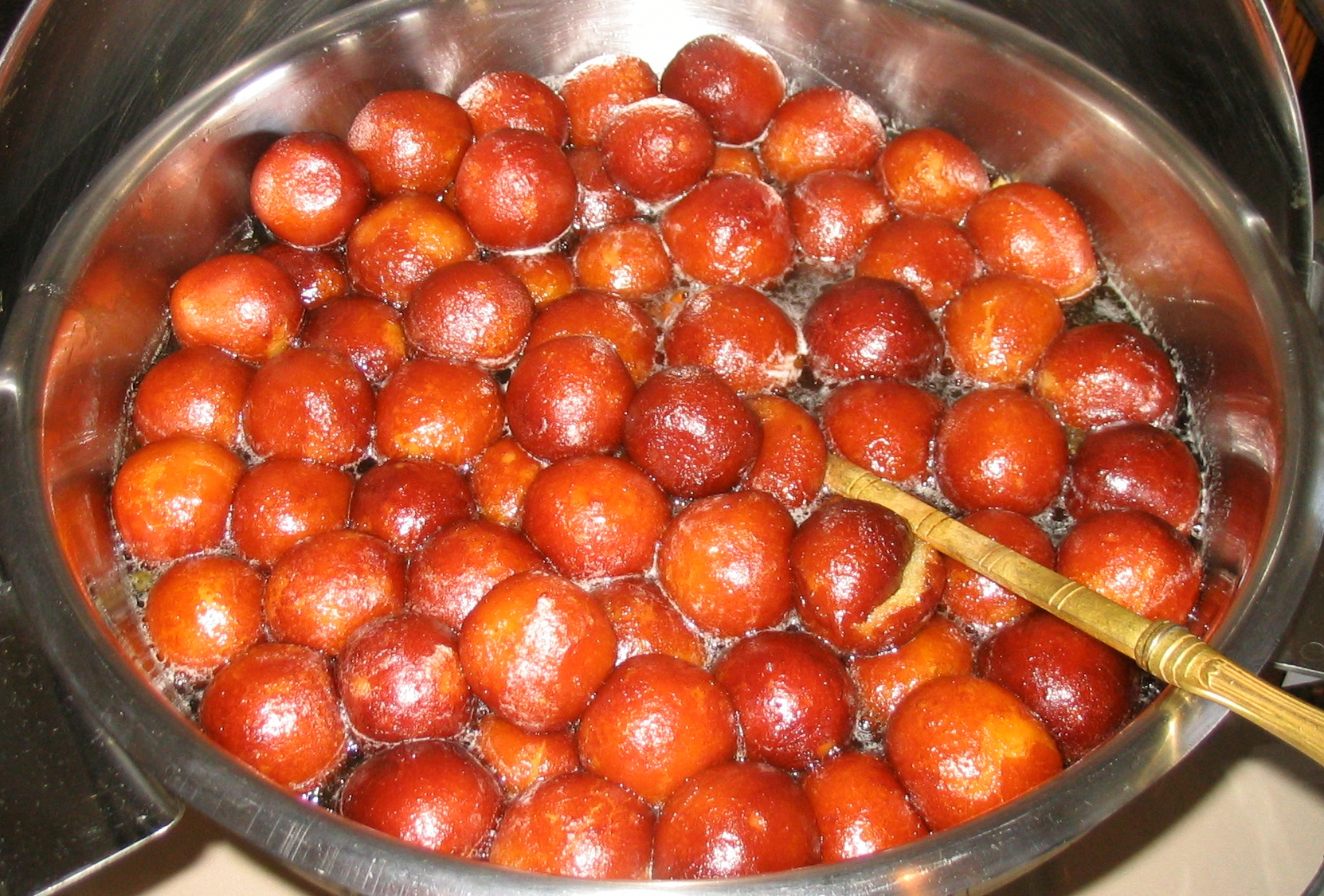

Gulab jamun został po raz pierwszy przygotowany w średniowiecznych Indiach, pochodzi od smażonego na głębokim tłuszczu dania, które dotarło do Indii przez perskich najeźdźców. Słowo „gulab” pochodzi od perskiego słowa gol (kwiat) i āb (woda), odnoszącym się do syropu różanego. "Jamun" czy też "jaman" to słowo Hindi-Urdu dla Syzygium cumini, indyjskiego owocu o podobnym rozmiarze i kształcie. Arabski deser Luqmat Al Qadi  jest podobny do gulab jamun, ale używa się do niego innego ciasta. Według historyka kulinarnego Michaela Krondla, zarówno Luqmat Al Qadi i Gulab Jamun może pochodzić od perskiego dania, obie potrawy łączy syrop różany.

## Zwyczaje jedzenia

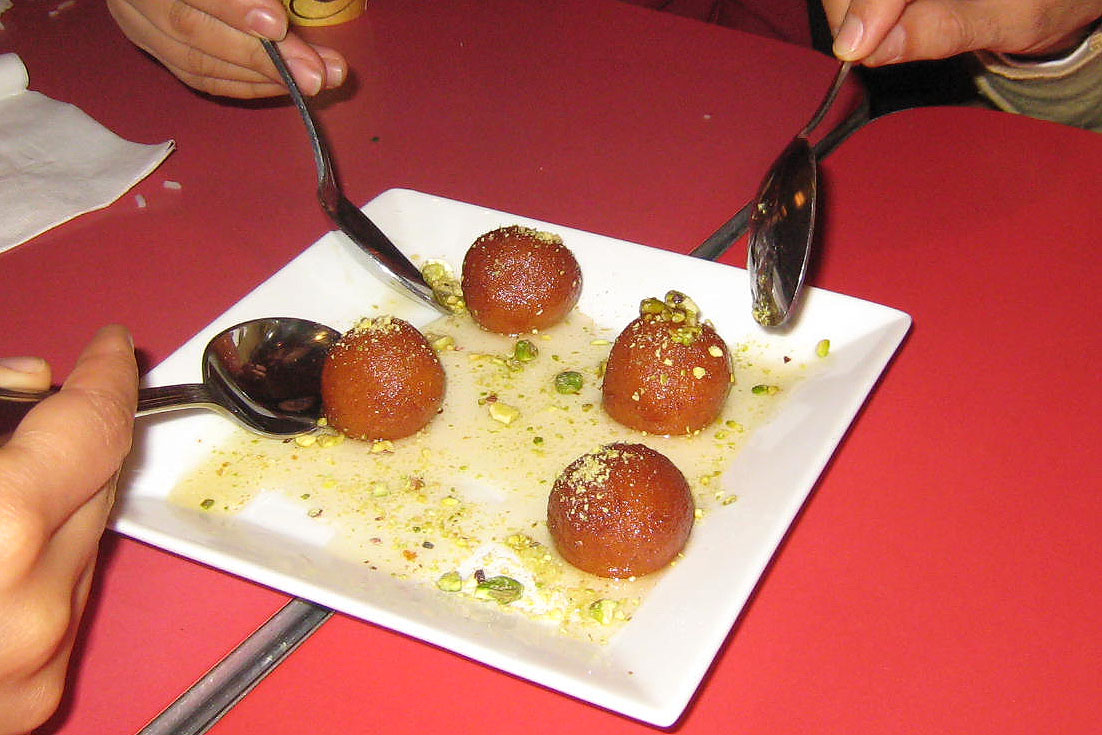

Deser jest często spożywany na festiwalach, ważniejszych okolicznościach takich jak wesela, muzułmańskie święta  Eid ul-Fitr i Eid al-Adha i hinduskim festiwalu Diwali. Jest wiele różnych rodzajów gulab jamun, każda odmiana ma wyrazisty smak i wygląd. 

## Warianty

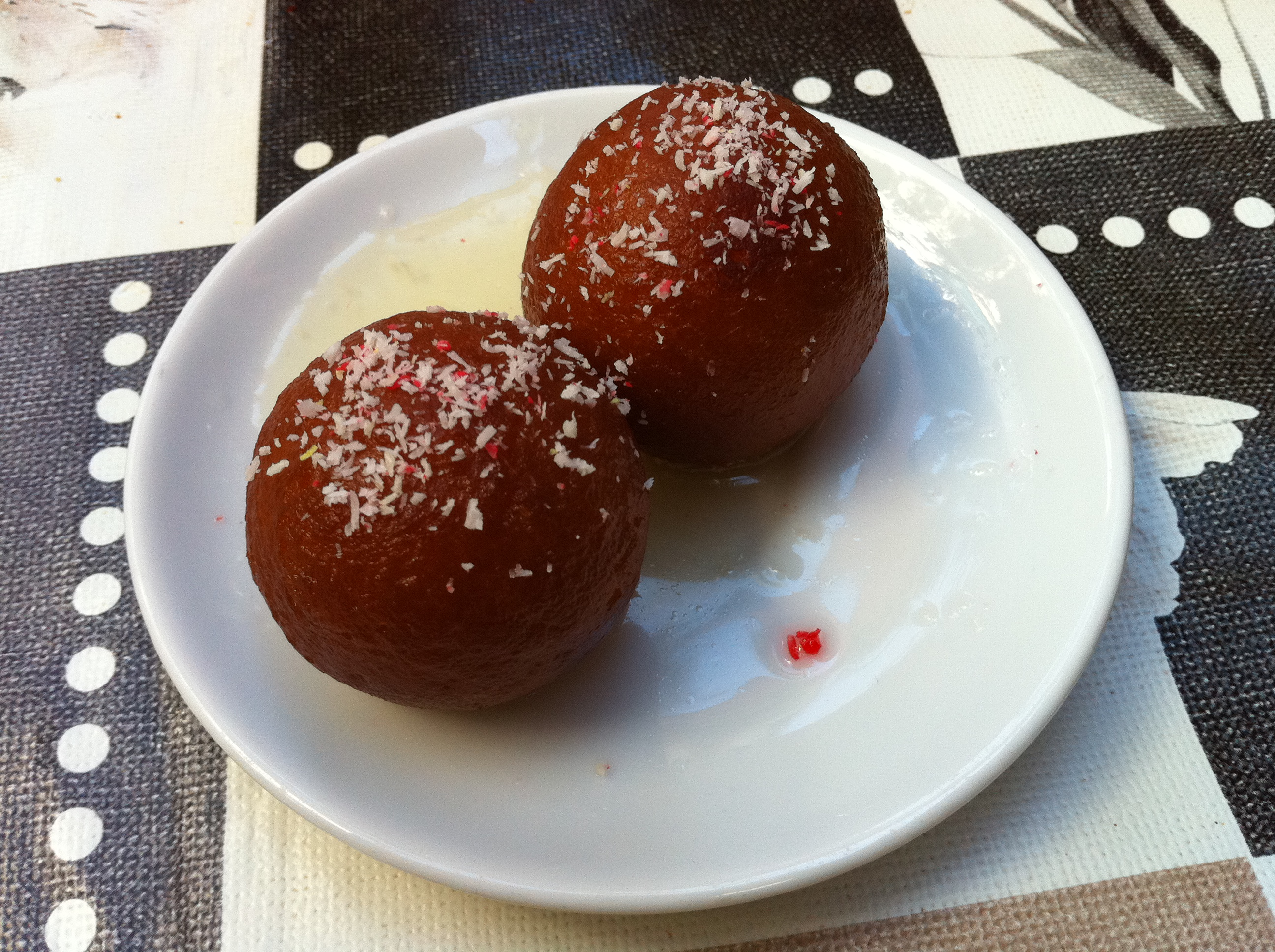

Gulab jamun nabiera brązowawo-czerwonego koloru z powodu cukru zawartego w masie mlecznej (khoya). W innych rodzajach gulab jamun cukier jest dodawany do ciasta i po usmażeniu nabiera ciemnego, wręcz czarnego koloru zwanego kala jam czy „black jam” ze względu na zachodzący proces karmelizacji cukru. Syrop cukrowy może być zastąpiony przez słabo rozcieńczony syrop klonowy.
Gulab jamun domowej roboty jest zwykle zrobiony z mleka w proszku, szczyptą mąki (opcjonalnie), proszku do pieczenia i masła klarowanego (ghee); wygniecione ciasto formuje się w kulki, smaży na głębokim oleju i zamacza we wrzącym syropie cukrowym